# Vescovato, Cremona
Vescovato là một đô thị ở tỉnh Cremona, vùng Lombardia của Italia, có vị trí cách khoảng 90 km về phía đông nam của Milan và khoảng 11 km về phía đông bắc của Cremona. Tại thời điểm ngày 31 tháng 12 năm 2004, đô thị này có dân số 3.783 người và diện tích là 17,4 km².
Vescovato giáp các đô thị: Cicognolo, Gadesco-Pieve Delmona, Grontardo, Malagnino, Pescarolo ed Uniti, Pieve San Giacomo, Sospiro.